# Belinda Cordwell
Belinda Cordwell (née le 21 septembre 1965 à Wellington) est une joueuse de tennis néo-zélandaise, professionnelle dans les années 1980 et jusqu'en 1991.
Elle a représenté son pays aux Jeux olympiques de 1988 à Séoul (Corée du Sud) où elle s'est inclinée au premier tour face à la britannique Sara Gomer.  
En 1989, elle a joué les demi-finales à l'Open d'Australie (battue par Helena Suková), sa meilleure performance en Grand Chelem.
Au cours de sa carrière, elle a remporté trois tournois WTA, dont un en simple dames en 1989 à Singapour.

## Palmarès

### Titre en simple dames
| No | Date       | Nom et lieu du tournoi | Catégorie | Dotation | Surface    | Finaliste      | Score    |          |
| -- | ---------- | ---------------------- | --------- | -------- | ---------- | -------------- | -------- | -------- |
| 1  | 10-04-1989 | DHL Open, Singapour    | Tier V    | 75 000 $ | Dur (ext.) | Akiko Kijimuta | 6-1, 6-0 | Parcours |

### Finale en simple dames
| No | Date       | Nom et lieu du tournoi | Catégorie | Dotation | Surface    | Vainqueure    | Score    |          |
| -- | ---------- | ---------------------- | --------- | -------- | ---------- | ------------- | -------- | -------- |
| 1  | 30-01-1989 | Nutri-Metics, Auckland | Tier V    | 75 000 $ | Dur (ext.) | Patty Fendick | 6-2, 6-0 | Parcours |

### Titres en double dames
| No | Date       | Nom et lieu du tournoi | Catégorie | Dotation | Surface    | Partenaire       | Finalistes                | Score         |          |
| -- | ---------- | ---------------------- | --------- | -------- | ---------- | ---------------- | ------------------------- | ------------- | -------- |
| 1  | 14-10-1985 | Japan Open Tokyo       |           | 50 000 $ | Dur (ext.) | Julie Richardson | Laura Arraya Beth Herr    | 6-4, 6-4      | Parcours |
| 2  | 10-04-1989 | DHL Open Singapour     | Tier V    | 75 000 $ | Dur (ext.) | Elizabeth Smylie | Ann Henricksson Beth Herr | 6-7, 6-2, 6-1 | Parcours |

### Finales en double dames
| No | Date       | Nom et lieu du tournoi                    | Catégorie | Dotation  | Surface         | Vainqueures                     | Partenaire         | Score         |          |
| -- | ---------- | ----------------------------------------- | --------- | --------- | --------------- | ------------------------------- | ------------------ | ------------- | -------- |
| 1  | 01-02-1988 | Fernleaf Classic Wellington               | Tier V    | 50 000 $  | Dur (ext.)      | Patty Fendick Jill Hetherington | Julie Richardson   | 6-3, 6-3      | Parcours |
| 2  | 18-04-1988 | Taipei International Championships Taïwan | Tier V    | 50 000 $  | Moquette (int.) | Patty Fendick Ann Henricksson   | Julie Richardson   | 6-2, 2-6, 6-2 | Parcours |
| 3  | 13-06-1988 | Pilkington Glass Championships Eastbourne | Tier III  | 250 000 $ | Gazon (ext.)    | Eva Pfaff Elizabeth Smylie      | Dinky Van Rensburg | 6-3, 7-6      | Parcours |

## Parcours en Grand Chelem

### En simple dames
| Année | Open d'Australie (janvier) | Open d'Australie (janvier) | Internationaux de France | Internationaux de France | Wimbledon       | Wimbledon        | US Open         | US Open         | Open d'Australie (décembre) | Open d'Australie (décembre) |
| ----- | -------------------------- | -------------------------- | ------------------------ | ------------------------ | --------------- | ---------------- | --------------- | --------------- | --------------------------- | --------------------------- |
| 1985  | n/a                        | n/a                        | -                        | -                        | -               | -                | 3e tour (1/16)  | Zina Garrison   | 1er tour (1/32)             | Zina Garrison               |
| 1986  | n/a                        | n/a                        | 1er tour (1/64)          | Marcella Mesker          | 1er tour (1/64) | Melissa Gurney   | -               | -               | n/a                         | n/a                         |
| 1987  | 2e tour (1/32)             | Robin White                | -                        | -                        | 3e tour (1/16)  | Gigi Fernández   | -               | -               | n/a                         | n/a                         |
| 1988  | 4e tour (1/8)              | Helena Suková              | -                        | -                        | 3e tour (1/16)  | Katerina Maleeva | 1er tour (1/64) | Andrea Holíková | n/a                         | n/a                         |
| 1989  | 1/2 finale                 | Helena Suková              | -                        | -                        | -               | -                | -               | -               | n/a                         | n/a                         |
| 1990  | -                          | -                          | -                        | -                        | 1er tour (1/64) | Terry Phelps     | 2e tour (1/32)  | Ann Grossman    | n/a                         | n/a                         |
| 1991  | 1er tour (1/64)            | Helena Suková              | -                        | -                        | -               | -                | -               | -               | n/a                         | n/a                         |

À droite du résultat, l’ultime adversaire.

### En double dames
| Année | Open d'Australie (janvier)   | Open d'Australie (janvier) | Internationaux de France     | Internationaux de France | Wimbledon                     | Wimbledon                   | US Open                       | US Open                    | Open d'Australie (décembre)   | Open d'Australie (décembre) |
| ----- | ---------------------------- | -------------------------- | ---------------------------- | ------------------------ | ----------------------------- | --------------------------- | ----------------------------- | -------------------------- | ----------------------------- | --------------------------- |
| 1984  | n/a                          | n/a                        | -                            | -                        | -                             | -                           | 1er tour (1/32) J. Richardson | Kohde-Kilsch H. Mandlíková | -                             | -                           |
| 1985  | n/a                          | n/a                        | -                            | -                        | 1er tour (1/32) J. Richardson | B. Potter Sharon Walsh      | -                             | -                          | 1er tour (1/16) J. Richardson | Chris Evert C. Lindqvist    |
| 1986  | n/a                          | n/a                        | 1er tour (1/32) A. Villagrán | Steffi Graf G. Sabatini  | 2e tour (1/16) A. Villagrán   | Zina Garrison Kathy Rinaldi | 1er tour (1/32) J. Richardson | S. Cecchini Sabrina Goleš  | n/a                           | n/a                         |
| 1987  | 2e tour (1/8) Louise Field   | Jo Durie Anne Hobbs        | -                            | -                        | 3e tour (1/8) Anne Minter     | Navrátilová Pam Shriver     | 2e tour (1/16) Anne Minter    | Zina Garrison Lori McNeil  | n/a                           | n/a                         |
| 1988  | 2e tour (1/16) J. Richardson | Katrina Adams Penny Barg   | -                            | -                        | 1er tour (1/32) Van Nostrand  | C. Lindqvist Tine Scheuer   | 2e tour (1/16) J. Richardson  | Navrátilová Pam Shriver    | n/a                           | n/a                         |
| 1989  | 3e tour (1/8) Van Rensburg   | Navrátilová Pam Shriver    | -                            | -                        | -                             | -                           | -                             | -                          | n/a                           | n/a                         |
| 1990  | -                            | -                          | -                            | -                        | 1er tour (1/32) M. Bollegraf  | Peanut Louie Penny Barg     | 2e tour (1/16) Henricksson    | N. Medvedeva Leila Meskhi  | n/a                           | n/a                         |
| 1991  | 2e tour (1/16) J. Richardson | Patty Fendick MJ Fernández | -                            | -                        | 1er tour (1/32) C. Lindqvist  | Iva Budařová A. Nohacova    | 1er tour (1/32) C. Lindqvist  | Sandy Collins R. McQuillan | n/a                           | n/a                         |

Sous le résultat, la partenaire ; à droite, l’ultime équipe adverse.

### En double mixte
| Année | Open d'Australie              | Open d'Australie            | Internationaux de France | Internationaux de France | Wimbledon                   | Wimbledon                 | US Open | US Open |
| ----- | ----------------------------- | --------------------------- | ------------------------ | ------------------------ | --------------------------- | ------------------------- | ------- | ------- |
| 1986  | n/a                           | n/a                         | -                        | -                        | 1er tour (1/32) K. Evernden | D. Balestrat Peter Doohan | -       | -       |
| 1987  | 2e tour (1/8) R. Simpson      | Navrátilová Paul Annacone   | -                        | -                        | 3e tour (1/8) R. Simpson    | Kathy Jordan Ken Flach    | -       | -       |
| 1988  | 1er tour (1/16) Davis Lewis   | Van der Torre Marty Davis   | -                        | -                        | -                           | -                         | -       | -       |
| 1989  | 1er tour (1/16) Steve Guy     | Elise Burgin Peter Doohan   | -                        | -                        | -                           | -                         | -       | -       |
| 1991  | 1er tour (1/16) Steve DeVries | Nicole Provis T. Woodbridge | -                        | -                        | 2e tour (1/16) Byron Talbot | M. Jaggard B. Dyke        | -       | -       |

Sous le résultat, le partenaire ; à droite, l’ultime équipe adverse.

## Parcours aux Jeux olympiques

### En simple dames
| # | Date       | Nom de l'olympiade | Surface    | Résultat        | Ultime adversaire | Score         |          |
| - | ---------- | ------------------ | ---------- | --------------- | ----------------- | ------------- | -------- |
| 1 | 20/09/1988 | Olympics Séoul     | Dur (ext.) | 1er tour (1/32) | Sara Gomer        | 4-6, 7-5, 6-2 | Parcours |

## Parcours en Coupe de la Fédération
| #                                                                             | Date       | Lieu        | Surface                           | Gagnante(s)                       | Perdante(s)                         | Score    |          |
|                                                                               |            |             |                                   |                                   |                                     |          |          |
| 1982 - 1er tour (groupe mondial) - Suisse - Nouvelle-Zélande - 2 : 1          |            |             |                                   |                                   |                                     |          |          |
| 1                                                                             | 19/07/1982 | Santa Clara | Dur (ext.)                        | Petra Delhees                     | Belinda Cordwell                    | 6-4, 6-4 | Parcours |
|                                                                               |            |             |                                   |                                   |                                     |          |          |
| 1985 - 1er tour (groupe mondial) - France - Nouvelle-Zélande - 1 : 2          |            |             |                                   |                                   |                                     |          |          |
| 2                                                                             | 08/10/1985 | Nagoya      | Dur (ext.)                        | Belinda Cordwell                  | Pascale Paradis                     | 6-3, 6-2 | Parcours |
| 2                                                                             | 08/10/1985 | Nagoya      | Dur (ext.)                        | Belinda Cordwell Julie Richardson | Isabelle Demongeot Nathalie Tauziat | 6-0, 7-5 | Parcours |
|                                                                               |            |             |                                   |                                   |                                     |          |          |
| 1985 - 2e tour (groupe mondial) - Argentine - Nouvelle-Zélande - 2 : 1        |            |             |                                   |                                   |                                     |          |          |
| 3                                                                             | 08/10/1985 | Nagoya      | Dur (ext.)                        | Gabriela Sabatini                 | Belinda Cordwell                    | 6-1, 6-0 | Parcours |
| 3                                                                             | 08/10/1985 | Nagoya      | Dur (ext.)                        | Belinda Cordwell Julie Richardson | Gabriela Sabatini Adriana Villagrán | 6-2, 6-2 | Parcours |
|                                                                               |            |             |                                   |                                   |                                     |          |          |
| 1986 - 1er tour (groupe mondial) - Nouvelle-Zélande - Italie - 1 : 2          |            |             |                                   |                                   |                                     |          |          |
| 4                                                                             | 22/07/1986 | Prague      | Terre (ext.)                      | Raffaella Reggi                   | Belinda Cordwell                    | 6-3, 6-4 | Parcours |
| 4                                                                             | 22/07/1986 | Prague      | Terre (ext.)                      | Belinda Cordwell Julie Richardson | Sandra Cecchini Raffaella Reggi     | 6-3, 6-3 | Parcours |
|                                                                               |            |             |                                   |                                   |                                     |          |          |
| 1987 - 1er tour (groupe mondial) - Brésil - Nouvelle-Zélande - 1 : 2          |            |             |                                   |                                   |                                     |          |          |
| 5                                                                             | 28/07/1987 | Vancouver   |                                   | Belinda Cordwell                  | Neige Dias                          | 6-1, 6-3 | Parcours |
| 5                                                                             | 28/07/1987 | Vancouver   | Belinda Cordwell Julie Richardson | Neige Dias Pat Medrado            | 4-6, 7-5, 6-3                       |          | Parcours |
|                                                                               |            |             |                                   |                                   |                                     |          |          |
| 1987 - 2e tour (groupe mondial) - Argentine - Nouvelle-Zélande - 3 : 0        |            |             |                                   |                                   |                                     |          |          |
| 6                                                                             | 28/07/1987 | Vancouver   |                                   | Gabriela Sabatini                 | Belinda Cordwell                    | 6-3, 7-5 | Parcours |
| 6                                                                             | 28/07/1987 | Vancouver   | Mercedes Paz Gabriela Sabatini    | Belinda Cordwell Julie Richardson | 4-6, 6-3, 6-1                       |          | Parcours |
|                                                                               |            |             |                                   |                                   |                                     |          |          |
| 1988 - 1er tour (groupe mondial) - Chine - Nouvelle-Zélande - 0 : 3           |            |             |                                   |                                   |                                     |          |          |
| 7                                                                             | 05/12/1988 | Melbourne   |                                   | Belinda Cordwell                  | Tang Min                            | 6-4, 6-1 | Parcours |
| 7                                                                             | 05/12/1988 | Melbourne   | Belinda Cordwell Julie Richardson | Hua Wei Tang Min                  | 6-1, 7-63                           |          | Parcours |
|                                                                               |            |             |                                   |                                   |                                     |          |          |
| 1988 - 2e tour (groupe mondial) - Nouvelle-Zélande - Tchécoslovaquie - 0 : 3  |            |             |                                   |                                   |                                     |          |          |
| 8                                                                             | 05/12/1988 | Melbourne   |                                   | Helena Suková                     | Belinda Cordwell                    | 6-4, 6-3 | Parcours |
| 8                                                                             | 05/12/1988 | Melbourne   | Jana Novotná Jana Pospíšilová     | Belinda Cordwell Julie Richardson | 7-61, 7-64                          |          | Parcours |
|                                                                               |            |             |                                   |                                   |                                     |          |          |
| 1989 - 1er tour (groupe mondial) - Italie - Nouvelle-Zélande - 1 : 2          |            |             |                                   |                                   |                                     |          |          |
| 9                                                                             | 03/10/1989 | Tokyo       | Dur (ext.)                        | Belinda Cordwell                  | Raffaella Reggi                     | 6-4, 6-1 | Parcours |
|                                                                               |            |             |                                   |                                   |                                     |          |          |
| 1989 - 2e tour (groupe mondial) - Nouvelle-Zélande - Australie - 0 : 3        |            |             |                                   |                                   |                                     |          |          |
| 10                                                                            | 03/10/1989 | Tokyo       | Dur (ext.)                        | Anne Minter                       | Belinda Cordwell                    | 6-2, 6-4 | Parcours |
| 10                                                                            | 03/10/1989 | Tokyo       | Dur (ext.)                        | Jenny Byrne Janine Thompson       | Belinda Cordwell Julie Richardson   | 6-3, 7-5 | Parcours |
|                                                                               |            |             |                                   |                                   |                                     |          |          |
| 1990 - 1er tour (groupe mondial) - Nouvelle-Zélande - Grèce - 3 : 0           |            |             |                                   |                                   |                                     |          |          |
| 11                                                                            | 23/07/1990 | Atlanta     | Dur (ext.)                        | Belinda Cordwell                  | A. Kanellopoúlou                    | 7-5, 6-3 | Parcours |
| 11                                                                            | 23/07/1990 | Atlanta     | Dur (ext.)                        | Belinda Cordwell Julie Richardson | A. Kanellopoúlou Olga Tsarbopoulou  | 6-1, 6-0 | Parcours |
|                                                                               |            |             |                                   |                                   |                                     |          |          |
| 1990 - 2e tour (groupe mondial) - France - Nouvelle-Zélande - 3 : 0           |            |             |                                   |                                   |                                     |          |          |
| 12                                                                            | 23/07/1990 | Atlanta     | Dur (ext.)                        | Nathalie Tauziat                  | Belinda Cordwell                    | 6-1, 6-2 | Parcours |
| 12                                                                            | 23/07/1990 | Atlanta     | Dur (ext.)                        | Isabelle Demongeot Mary Pierce    | Belinda Cordwell Julie Richardson   | 6-3, 6-4 | Parcours |
|                                                                               |            |             |                                   |                                   |                                     |          |          |
| 1991 - 1er tour (groupe mondial) - Grande-Bretagne - Nouvelle-Zélande - 2 : 0 |            |             |                                   |                                   |                                     |          |          |
| 13                                                                            | 23/07/1991 | Nottingham  |                                   | Monique Javer                     | Belinda Cordwell                    | 6-3, 6-1 | Parcours |
|                                                                               |            |             |                                   |                                   |                                     |          |          |
| 1991 - Barrage (groupe mondial I) - Nouvelle-Zélande - Israël - 0 : 2         |            |             |                                   |                                   |                                     |          |          |
| 14                                                                            | 25/07/1991 | Nottingham  |                                   | Yael Segal                        | Belinda Cordwell                    | 6-0, 6-3 | Parcours |
|                                                                               |            |             |                                   |                                   |                                     |          |          |
| 1991 - Barrage (groupe mondial I) - Grèce - Nouvelle-Zélande - 0 : 2          |            |             |                                   |                                   |                                     |          |          |
| 15                                                                            | 26/07/1991 | Nottingham  |                                   | Belinda Cordwell                  | A. Kanellopoúlou                    | 6-1, 6-1 | Parcours |

## Classements WTA en fin de saison

### En simple
| Année | 1984 | 1985 | 1986 | 1987 | 1988 | 1989 | 1990 | 1991 |
| Rang  | 211  | 70   | 217  | 125  | 61   | 17   | 95   | 218  |

Source : (en) « Classements de Belinda Cordwell », sur le site officiel du WTA Tour

### En double
| Année | 1986 | 1987 | 1988 | 1989 | 1990 | 1991 |
| Rang  | 114  | 72   | 57   | 51   | 66   | 159  |

Source : (en) « Classements de Belinda Cordwell », sur le site officiel du WTA Tour